# آنتونی گورملی
آنتونی مارک دیوید گورملی (انگلیسی: Antony Mark David Gormley؛ ۳۰ اوت ۱۹۵۰) از مهمترین و تأثیرگذارترین مجسمه‌سازان مدرن بریتانیایی است. او در کارهای خود به بررسی رابطه بدن انسان با اجتماع و جهان اطراف خود می‌پرداخت. از آثار شناخته شده می‌توان به "فرشته شمال"، "جایی دیگر"، و "افق رویداد" اشاره کرد.

## زندگی‌نامه
آنتونی گورملی هفتمین و کوچکترین فرزند خانواده‌ای ثروتمند در ۳۰ اوت ۱۹۵۰ در محله همپستید شهر لندن از مادری آلمانی و پدری ایرلندی زاده شد. او در خانواده‌ای کاتولیک پرورش یافت. او بین سال‌های ۱۹۶۸ تا ۱۹۷۱ در کالج ترینیتی، کمبریج به تحصیل باستان‌شناسی و انسان‌شناسی و تاریخ هنر پرداخت.
گورملی از سال ۱۹۷۱ تا ۱۹۷۴ برای پژوهش در مورد مذهب بودیسم به هند و سریلانکا سفر کرد. او پس از بازگشت از سفر در مدرسه هنر سنت مارتین و دانشکده گلداسمیت، دانشگاه لندن و مدرسه هنرهای زیبای اِسلِید به ادامه تحصیل پرداخت و کارشناسی ارشد مجسمه‌سازی گرفت.

## کارنامه هنری

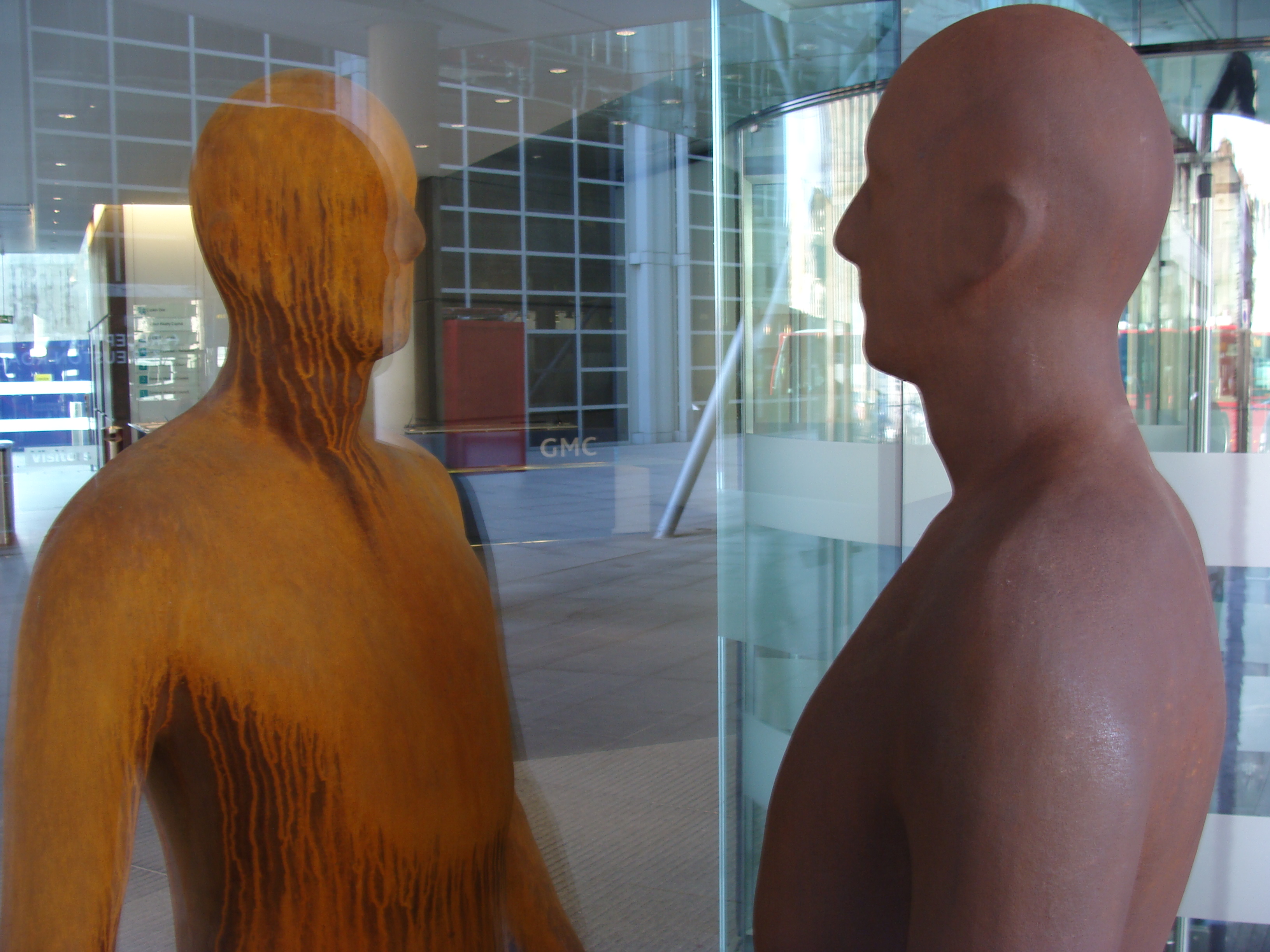
دو پیکره، که به وسیله شیشه از هم جدا می‌شوند، لندن

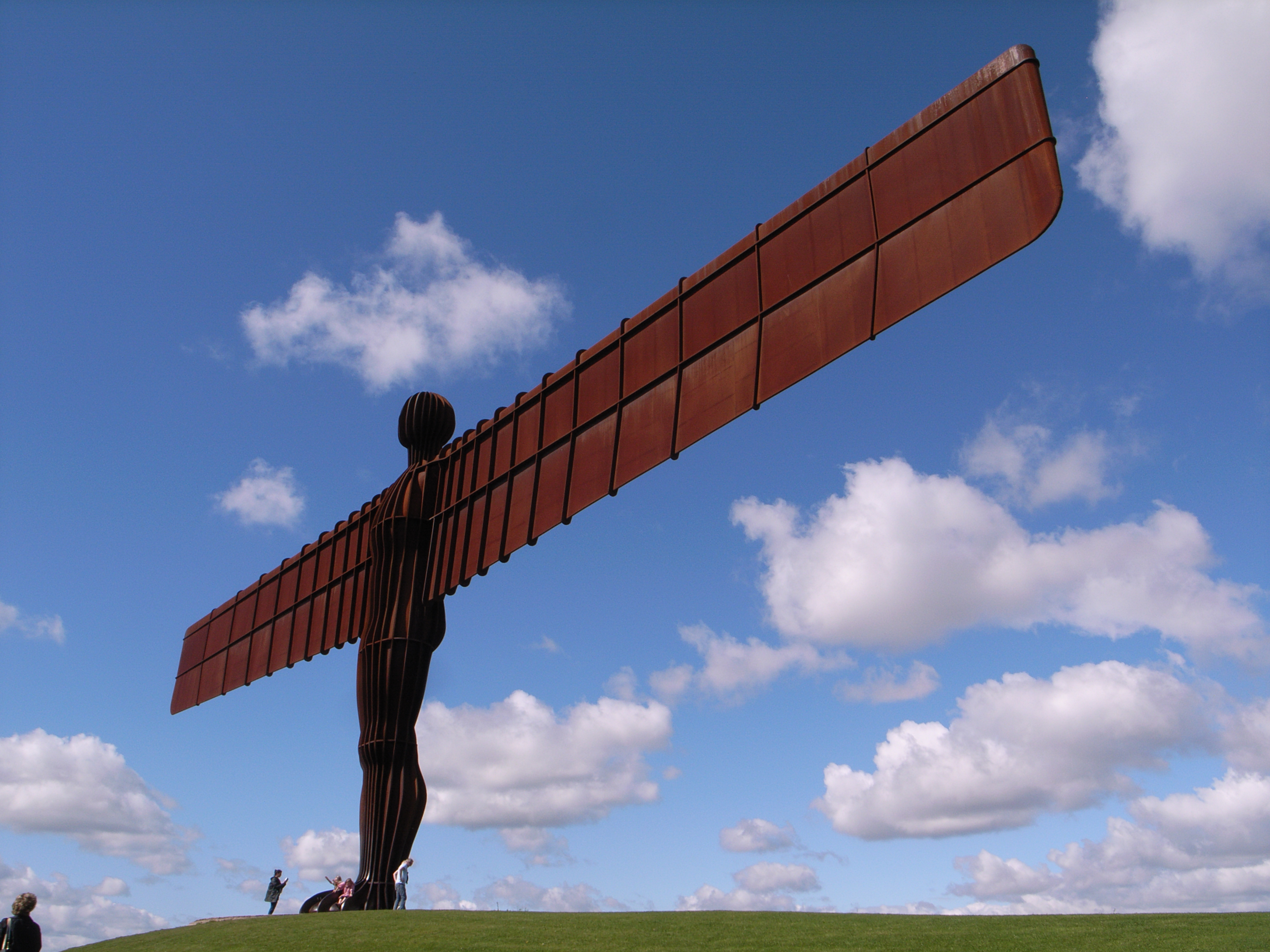
[https://en.wikipedia.org/wiki/Angel%20of%20the%20North فرشته شمال

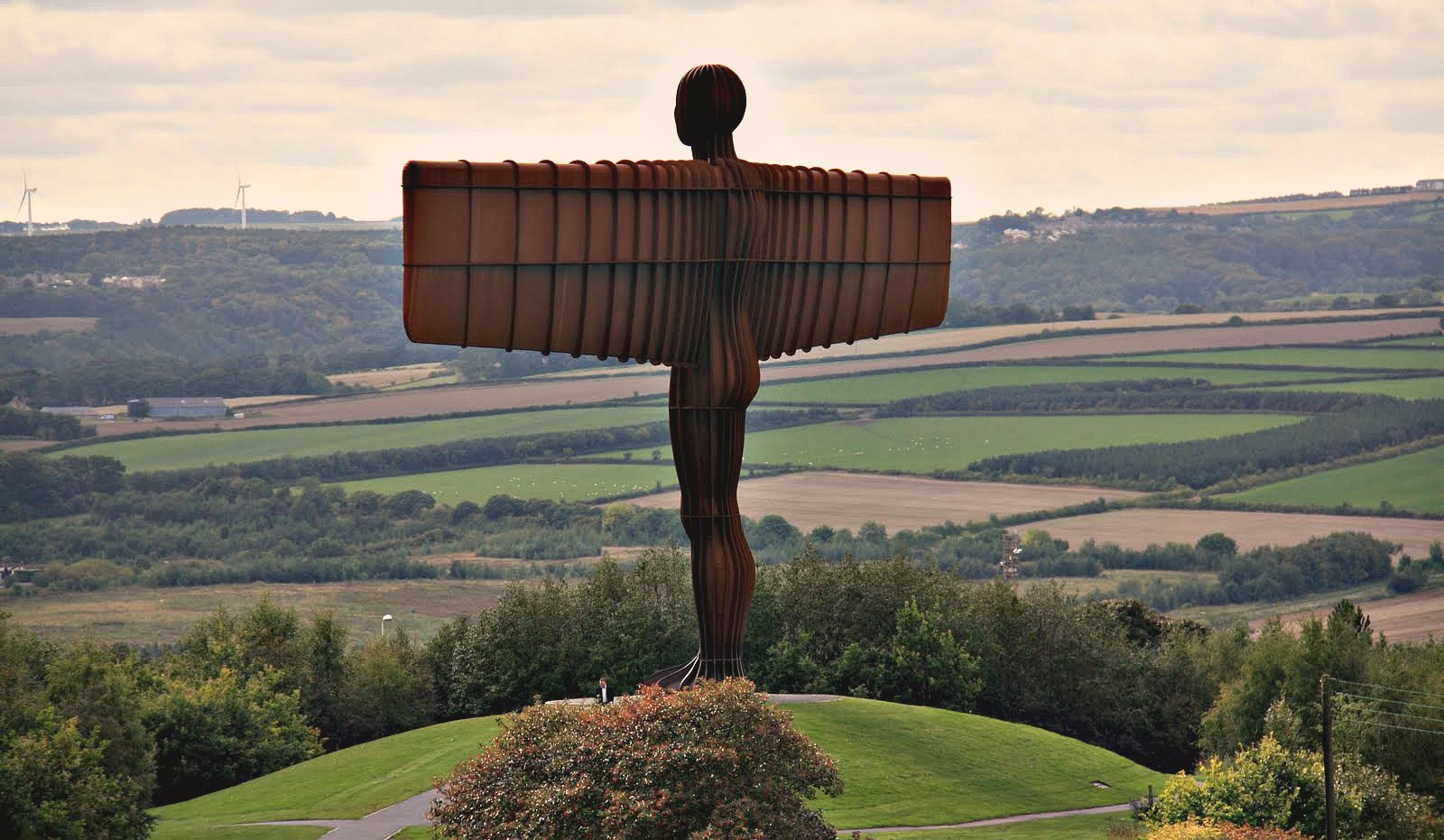
فرشته شمال

آنتونی گورملی فعلیت حرفه‌ای خود را با برگزاری نمایشگاهی انفرادی در سال ۱۹۸۱ در نگارخانه وایت چپل لندن آغاز کرد. موضوع اصلی کارهای آنتونی گورملی انسان و رابط او با محیط اطراف است. او در حقیقت جوهره وجودی انسان را در آثارش به چالش می‌کشد.
در همه کارهای گورملی فرم بدن انسان به نوعی به چشم می‌خورد. او برای قالب اولیه از بدن خود استفاده می‌کند. او می‌گوید: «علت اینکه من از بدن خودم به عنوان مدل اصلی برای قالبگیری استفاده می‌کنم این است که احساس می‌کنم این روش، نزدیک‌ترین و واقعی‌ترین تجربه‌ای است که من می‌توانم از دنیای مادی داشته باشم. من از قالب بدنم به عنوان پلی برای متصل کردن دو دنیا، یکی دنیای غیر واقعی و درونی با دنیای واقعی که در آن هستیم، استفاده می‌کنم.»
یکی از مهمترین آثار آنتونی گورملی، مجسمه‌ای بزرگ به نام "فرشته شمال" با ارتفاع ۲۰ متر در حوالی شهر نیوکاسل است که دست‌های آن به شکل بال هواپیما به عرض ۵۴ متر باز شده‌اند.
یکی دیگر از آثار او به نام "جایی دیگر"، مجموعه‌ای بالغ بر ۱۰۰ مجسمه از مردهایی ایستاده است که به دریا خیره شده‌اند. این مجسمه‌ها در گستره‌ای دو کیلومتری در ساحل کرازبی شهر لیورپول قرار گرفته‌اند.
آنتونی گورملی در سال ۱۹۹۴ به خاطر چیدمان for the British Isles" موفق به دریافت جایزه ترنر، از معتبرترین جایزه‌های هنری بریتانیا شد.

## نگارخانه

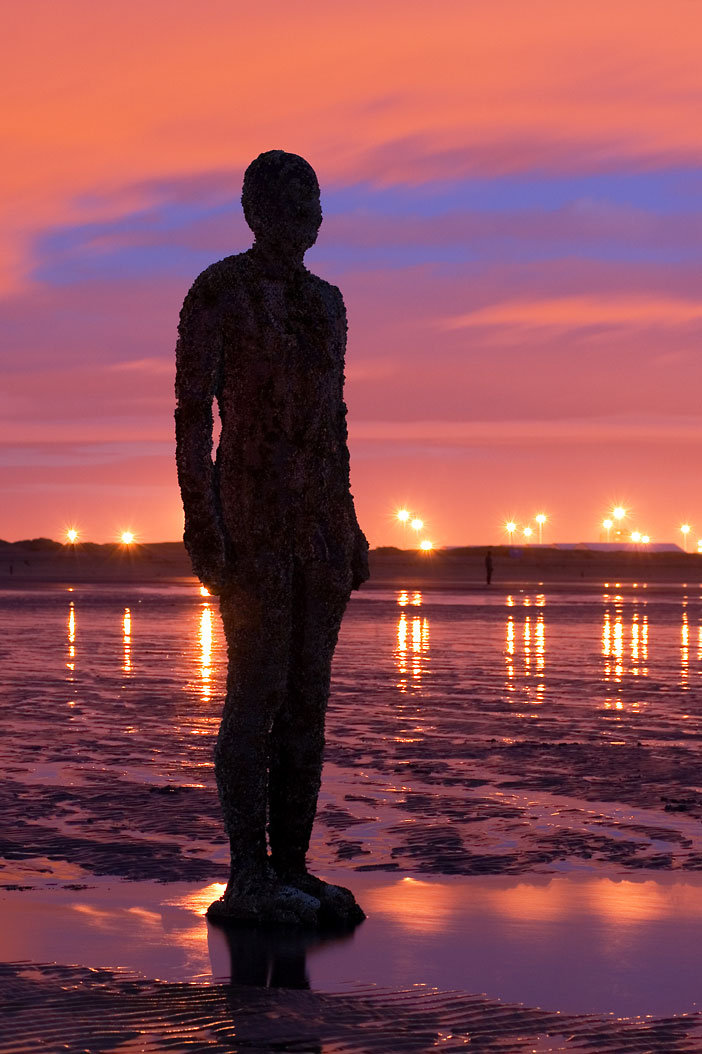
"جایی دیگر" در ساحل کرازبی نزدیک شهر لیورپول
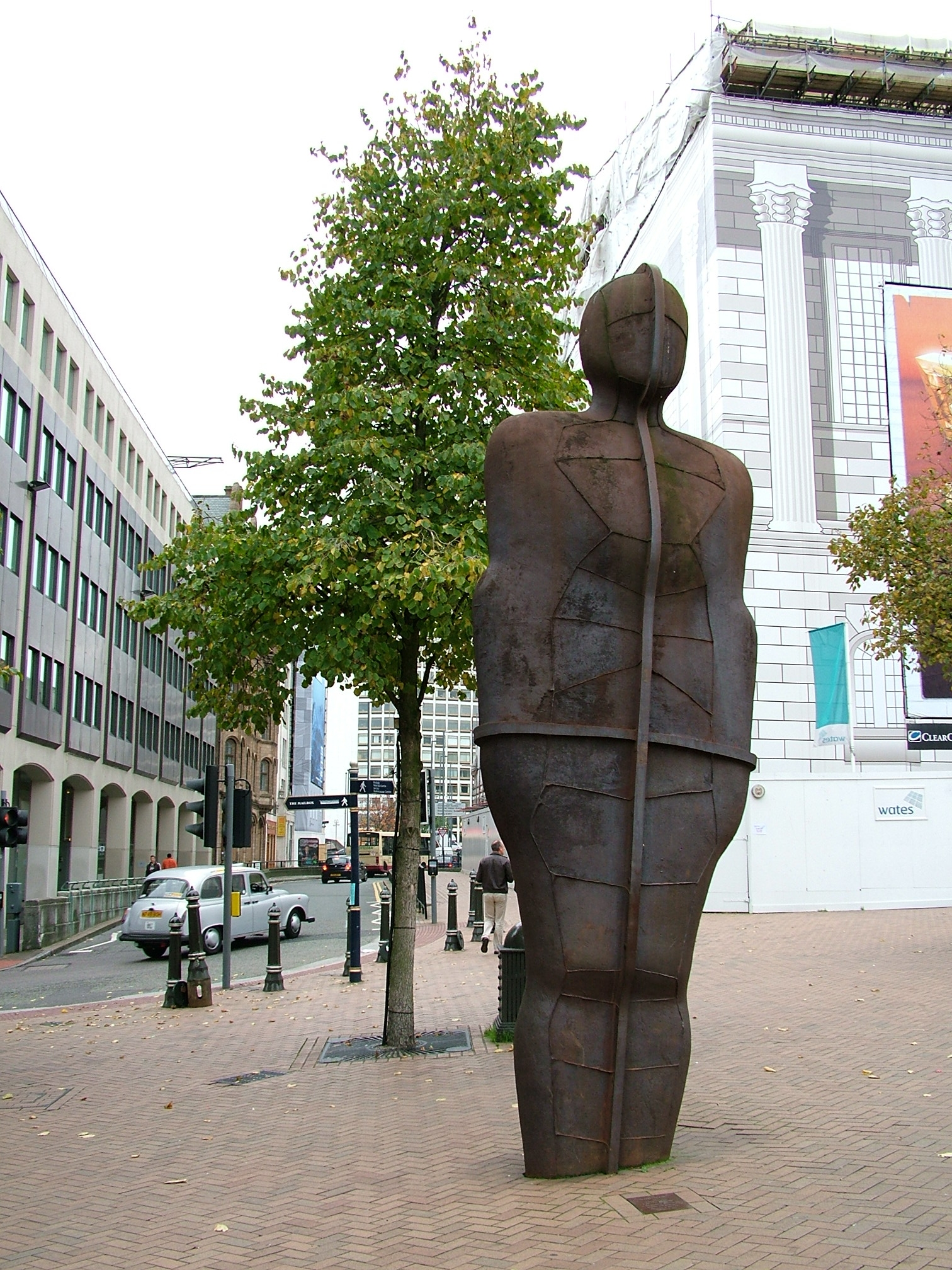
مرد، آهن، بیرمنگهام، انگلستان
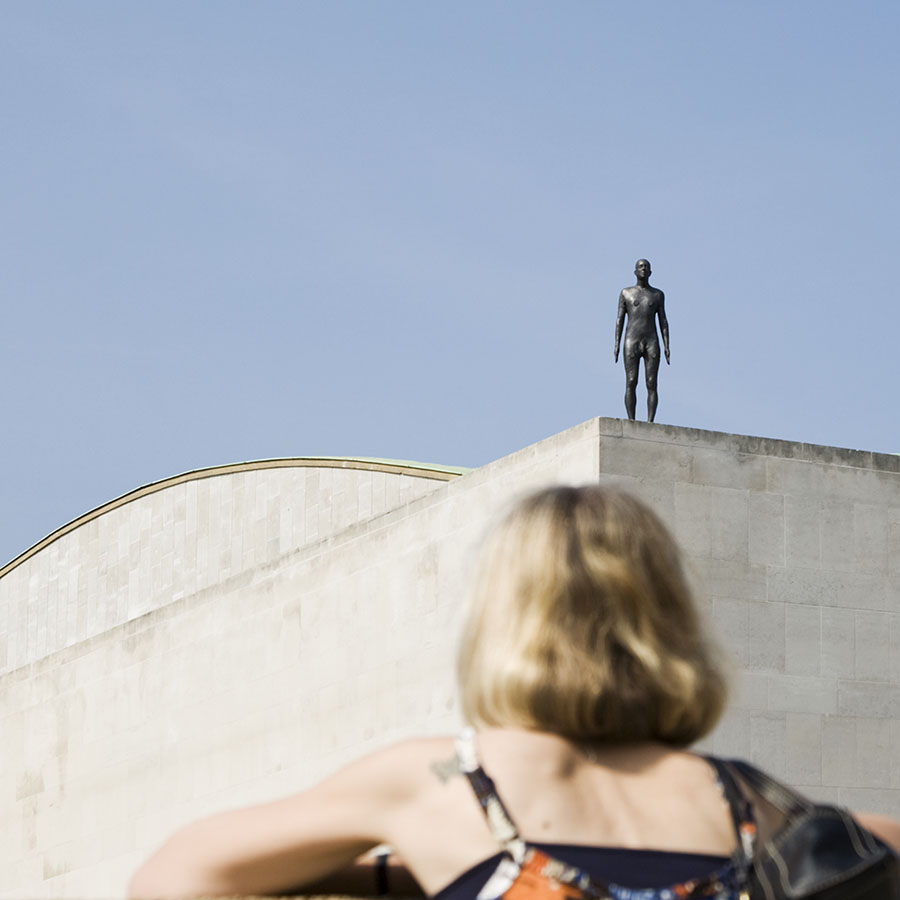
"افق رویداد" یکی از سی و یک پیکره تشکیل دهنده چیدمان در لندن
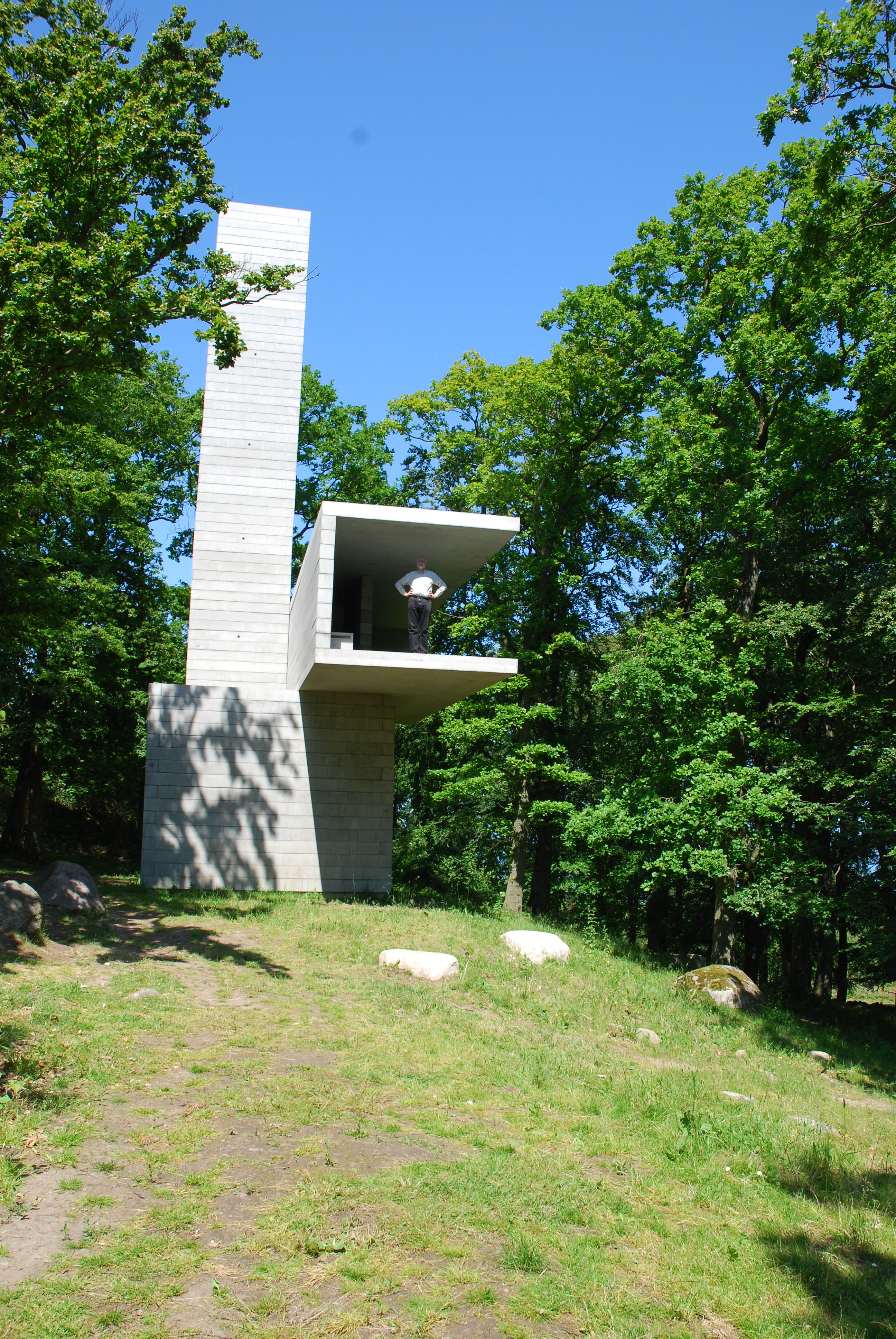
تجربه عملی مجسمه‌سازی در معماری، سوئد